# 오하늘
오하늘(1999년 ~)은 대한민국의 가수이다

## 출신 학교
- 전주기린중학교
- 서울공연예술고등학교